# Anopheles salbaii
Anopheles salbaii este o specie de țânțari din genul Anopheles, descrisă de Mario Maffi și Coluzzi în anul 1958.
Este endemică în Somalia. Conform Catalogue of Life specia Anopheles salbaii nu are subspecii cunoscute.